# Mirge
Mirge (nep. मिर्गे) – gaun wikas samiti w środkowej części Nepalu w strefie Dźanakpur w dystrykcie Dholkha. Według nepalskiego spisu powszechnego z 2001 roku liczył on 661 gospodarstw domowych i 3126 mieszkańców (1602 kobiet i 1524 mężczyzn).